# 三上紗也可
三上紗也可（日语：／ Mikami Sayaka，2000年12月8日—）是一名日本女子跳水運動員，出身於鳥取縣米子市，所屬單位為米子跳水俱樂部。

## 經歷
小學二年級參加地方的跳水課程，四年級時開始接受前跳水運動員安田千萬樹的指導。中學時期受腰椎分離症所苦未能發揮才華，直到高校一年級獲得高校總體冠軍才嶄露頭角。其後入選國家代表隊，與宮本葉月搭檔奪得2017年國際泳聯跳水大獎賽吉隆坡站女子雙人3米跳板冠軍、2018年亞洲運動會跳水比賽女子3米跳板第4名和女子雙人3米跳板第5名。此後再獲得全日本跳水錦標賽女子3米跳板冠軍。
從鳥取縣立米子南高等學校畢業後，為了一拚2020年夏季奧林匹克運動會放棄升學全力投入訓練。之後於2019年世界游泳錦標賽跳水比賽女子3米跳板比賽名列第5名，取得奧運會的優先參賽資格。

## 外部連結
- 三上紗也可的Instagram帳戶